# Leon Prusak
Leon Prusak (Prussak) (ur. 14 września 1889 w Płocku, zm. 21 lutego 1968 w Łodzi) – polski lekarz neurolog i psychiatra.

## Życiorys
Syn Karola. Studiował na Uniwersytecie w Berlinie i Uniwersytecie w Saratowie, dyplom lekarski otrzymał 28 września 1915 roku. Następnie powołany do armii rosyjskiej, początkowo walczył na froncie, potem pracował w szpitalu zakaźnym. Od 1918 do 1932 roku praktykował w Warszawie na oddziale neurologicznym Szpitala na Czystem pod kierunkiem Edwarda Flataua, a po 1932 u Władysława Sterlinga. Jednocześnie pracował jako lekarz kasy chorych i w poliklinice Samuela Goldflama na ul. Granicznej. Po wybuchu II wojny światowej ochotniczo zgłosił się do Wojska Polskiego, został ranny podczas ratowania chorych w Mińsku Mazowieckim i ponownie podczas gaszenia pożaru filii Szpitala Ujazdowskiego. Potem ukrywał się pod przybranym nazwiskiem, był więziony na Pawiaku w 1943 roku. Po wojnie w Łodzi, w 1947 został ordynatorem oddziału neurologicznego Szpitala w Kochanówce. Był również konsultantem w Szpitalu Zakaźnym im. Biegańskiego. Odznaczony Złotym Krzyżem Zasługi (1955), Krzyżem Kawalerskim Orderu Odrodzenia Polski (1965), odznaką Za wzorową pracę w służbie zdrowia (1965), Odznaką Honorową miasta Łodzi (1966). 
Był żonaty z Salomeą Bau. Został pochowany na cmentarzu Doły.
Dorobek naukowy Prusaka stanowi około 30 prac w języku polskim, niemieckim i francuskim, w tym (wspólnie z żoną) monografia o powikłaniach neurologicznych w przebiegu kiły. Wspólnie z żoną publikował na temat rodzinnych postaci stwardnienia rozsianego: opisali występowanie u rodziców chorych drżenia zamiarowego. Opisał także poronne postacie stwardnienia rozsianego i nowe objawy przydatne w diagnostyce różnicowej choroby.

## Wybrane prace
- Horwiz K., Prussak L. Sprawozdanie z działalności oddziałów psychjatrycznych w 1920 i 1921 r. ze szczególnym uwzględnieniem ruchu chorych. Kwartalnik Kliniczny Szpitala Starozakonnych 1 (4), s. 207-219, 1922
- Wizel A., Prussak L. O leczeniu bezwładu postępującego szczepieniem zimnicy na mocy własnych doświadczeń. Warszawskie Czasopismo Lekarskie 1 (3), s. 93–98, 1924
- Wizel A., Prussak L. Le traitement de la paralysie générale par l′inoculation du paludisme. Encéphale 20, s. 99–109, 1925
- Bau-Prussak S., Prussak L. Über epileptische Anfälle bei der multiplen Sklerose. Zeitschrift für die gesamte Neurologie und Psychiatrie 122 (1), s. 510-524, 1929 DOI: 10.1007/BF02876656
- Zur Behandlung des durch die Meningitis epidemica bedingten Hydrocephalus. Therapie der Gegenwart, 1929
- Prussak L., Mesz N. Ueber Die Idiopathische Osteopsathyrose. Acta Radiologica 2, s. 175-193, 1930
- Zur Frage des familiären Vorkommens der multiplen Sklerose. Zeitschrift für die gesamte Neurologie und Psychiatrie 137 (1), s. 415-431, 1931 DOI: 10.1007/BF02864149
- Ein Fall von Hypophysentumor mit ungewöhnlichem Verlauf. Zeitschrift für die gesamte Neurologie und Psychiatrie 142 (1), s. 420-429, 1932
- Prussak L., Stein W. L′accès paralytique simulant l'encéphalite épidémique. Revue neurologique 66, s. 645, 1936
- Sterling W., Prussak L., Wolff M. Objaw Meesa i jego modyfikacja demarkacyjno-uciskowa w zapaleniu wielonerwowym. Warszawskie Czasopismo Lekarskie 13 (6/7), s. 107–114, 1936
- Bau-Prusakowa S., Prusak L. Choroby układu nerwowego na tle kiły. Warszawa: Państwowe Zakłady Wydawnictw Lekarskich, 1951